# كاريوكار ية
الكاريوكار ية (الاسم العلمي: Caryocaraceae) هي فصيلة من النباتات تتبع رتبة الملبيغيات من طائفة ثنائيات الفلقة.

## أجناس
- الكاريوكار